# ウバイドゥッラー・ブン・マルワーン
ウバイドゥッラー・ブン・マルワーン・ブン・アル＝ハカム（アラビア語: عبيدالله بن مروان بن الحكم, ラテン文字転写: ʿUbayd Allāh b. Marwān b. al-Ḥakam, 生没年不詳）は、ウマイヤ朝の王族であり軍司令官であった人物。ウマイヤ朝のカリフのマルワーン1世（在位：684年 - 685年）と第3代正統カリフのウスマーン・ブン・アッファーン（在位：644年 - 656年）の娘であるウンム・アバーン・アル＝クブラーの息子として生まれた。
ウバイドゥッラーの異母兄弟であるカリフのアブドゥルマリク（在位：685年 - 705年）は、ウマイヤ朝とビザンツ帝国の国境地帯に対して行われていたほぼ例年の襲撃における軍司令官の一人としてウバイドゥッラーを任命した。また、在任期間は不明であるものの、同様にウバイドゥッラーをシリアとワーディー・アル＝クラー（アラビア半島北西部）の間にまたがるダマスクス地方（ジュンド・ディマシュク）の一地区であるバルカーの総督に任命した。ウバイドゥッラーと同じ母親から生まれたアバーンとウスマーンもアブドゥルマリクの下で軍司令官の役割を担った。